# دراگوتین شوربک
دراگوتین شوربک (انگلیسی: Dragutin Šurbek؛ زادهٔ ۸ اوت ۱۹۴۶; وفات ۱۵ ژوئیه ۲۰۱۸) یک بازیکن تنیس روی میز اهل کرواسی بوده‌است.
وی در مسابقات کشوری و بین‌المللی در مجموع برنده ۷ مدال طلا، ۷ مدال نقره، ۱۷ مدال برنز شده بود.